# Abraxas major
Abraxas major är en fjärilsart som beskrevs av Eugen Wehrli 1935. Abraxas major ingår i släktet Abraxas och familjen mätare. Inga underarter finns listade i Catalogue of Life.